# Austrolimnophila stemma
Austrolimnophila stemma är en tvåvingeart som först beskrevs av Alexander 1922.  Austrolimnophila stemma ingår i släktet Austrolimnophila och familjen småharkrankar. Inga underarter finns listade i Catalogue of Life.